# Christelijke Arbeiders Partij
De Christelijke Arbeiders Partij (kortweg CAP) is een Nederlandse plaatselijke politieke partij uit Bunschoten opgericht op 1 juni 1956. 

## Geschiedenis
Verkiesbare plaatsen op de kandidatenlijsten van bestaande partijen werden destijds in Bunschoten bezet door middenstanders, vissers en agrariërs. Arbeiders werden door de "elite" op onverkiesbare plaatsen gezet. Uit onvrede hierover werd de CAP opgericht. Mannen van het eerste uur waren Kees Vermeer, Klaas Bos, Berend Pijpers, Willem Bos, Jan Duyst en Arian van Diermen.

### 1958-2010
Sinds haar oprichting is de CAP voortdurend vertegenwoordigd geweest in de Bunschoter gemeenteraad. 
Bij de eerste verkiezingen in 1958 behaalde de CAP twee zetels. 
In de daarop volgende verkiezingen (in 1962, 1966 en 1970) werden drie zetels behaald. 
In 1973 ging de CAP samen met de ARP, dit was geen succes. In 1978 ging de CAP daarom weer alleen verder, maar hield slechts één zetel over. Deze werd bezet door Jaap Zwaan, die vervolgens 20 jaar lang raadslid bleef voor de CAP. 
In 1982 kon de partij slechts één restzetel binnenhalen, maar in 1986 verdubbelde het aantal zetels weer.
In 1990 behaalde de CAP drie zetels, terwijl alle andere partijen verloren in dat jaar. 
Vanaf 1990 werd de CAP ook vertegenwoordigd in het college van burgemeester en wethouders in de persoon van Wim Huijgen.
In 1994 behaalde de CAP vier zetels, zo ook in 1998. Tussendoor werd in 1996 een jongerenafdeling opgericht, waarin mensen tussen de 16 en 26 jaar op een informele manier kunnen praten over onderwerpen die hen aangaan. Dit resulteerde in een verjongingskuur van de kandidatenlijst vanaf 2002. In 2002 verloor de CAP een zetel, maar bleef vertegenwoordigd in het college.
Tijdens de verkiezingen van 2006 heeft de CAP haar drie zetels weten te behouden. Wel maakte de CAP sinds die tijd weer deel uit van de oppositie. Dit veranderde in 2009. Toen stapten er in de gemeente Bunschoten twee wethouders op na een bestuurlijke crisis. ChristenUnie en Betaalbaar Bunschoten wilden niet verder met elkaar. Er werd een nieuw college gevormd van CAP en ChristenUnie. Rita van de Groep-Koelewijn werd wethouder namens de CAP. Zij werd de eerste vrouwelijke wethouder in de geschiedenis van Bunschoten.

### 2010-heden
De CAP deed ook in 2010 weer mee met de gemeenteraadsverkiezingen. De partij behaalde ten opzichte van 2006 4,7% meer stemmen. Ze is daardoor voor het eerst sinds 1998 weer met vier leden in de raad vertegenwoordigd. De CAP werd in de raad vertegenwoordigd door Rikkert Heinen (fractievoorzitter), Arian van Diermen, Wim de Jong en Pieter de Vos. Rita van de Groep bleef als wethouder dienen in de gemeente Bunschoten.
In 2014 werd op 19 maart de CAP wederom verkozen in de gemeenteraad. De partij verloor echter onverwacht 2 zetels. De klap kwam hard aan en Rikkert Heinen (2e op de kieslijst na Rita van de Groep) nam zijn verantwoordelijkheid en stelde zijn plaats beschikbaar aan Pieter de Vos. De CAP is tot december 2016 vertegenwoordigd in de raad door Rita van de Groep (fractievoorzitter) en Pieter de Vos (raadslid). Om hem moverende redenen stapte Pieter de Vos in december 2016 uit de politiek en verliet de gemeenteraad. Als zijn opvolger tot aan de gemeenteraadsverkiezingen van 2018 werd Arian van Diermen benoemd. Toen in januari 2017 Rita van de Groep zwaar ziek werd en enkele operaties moest ondergaan, werd zij in de gemeenteraad vervangen door Dirk Koelewijn. 
Voor de gemeenteraadsverkiezingen van 21 maart 2018 werd unaniem door de leden Wim de Jong tot lijsttrekker benoemd. Nr 2 op de lijst werd Arian van Diermen. In de uitslag van de gemeenteraadsverkiezingen dd. 21 maart 2018 bleef de CAP stabiel op twee zetels in de raad, zodat beiden als raadslid verkozen werden.  De CU en de VVD vormden samen een coalitie die echter  eind september 2019 ontplofte omdat de VVD het vertrouwen in de CU opzegde. Hiermee kwam een eind aan 70 jaar "regeringsdeelname" van de CU (en haar voorloper het GPV) in de gemeente Bunschoten. De oppositiepartijen CAP, CDA en SGP  onderhandelden samen met de VVD over een nieuwe coalitie, dat leidde tot het akkoord "Nieuwe wegen, vaste waarden!" dat op 22 november 2019 werd ondertekend. Hiermee trad de CAP toe toe het college van B&W en leverde als wethouder Wim de Jong. Diens raadszetel voor de periode tot voorjaar 2022 werd ingenomen door Henk Bos.
Bij de gemeenteraadsverkiezingen van 16 maart 2022 behaalde de CAP wederom 2 zetels. Lijsttrekker Wim de Jong en Alfred de Graaf werden als raadslid voor de CAP verkozen. Alfred de Graaf, nummer 10 op de lijst, kreeg maar liefst 224 voorkeurstemmen en werd daarmee rechtstreeks verkozen.  De verkiezingen in Bunschoten kenden een lage opkomst van slechts 57%. Tijdens coalitieonderhandelingen tussen CAP, CDA, SGP en VVD stapte de SGP eigener beweging op (men kon niet leven met vrije sluitingstijden in de horeca), waarna op 8 juni 2022 een coalitieakkoord kon worden ondertekend door CAP, CDA en VVD, met de naam "Bouwen aan de toekomst". Wim de Jong werd namens de CAP wederom wethouder, waardoor Arian van Diermen kon worden beëdigd als raadslid, naast Alfred de Graaf.
In 2023 stapte voorzitter Dirk Koelewijn tijdens een Algemene Ledenvergaderin onverwachts op, hij was toen 11 jaar bestuursvoorzitter geweest. Het bestuur vroeg kort daarna Jonathan Koelewijn als interim voorzitter. Tijdens de Algemene Ledenvergadering van 2024 werk Jonathan Koelewijn (na bijna een jaar als interim voorzitter) door de leden unaniem gekozen als voorzitter. Ook is tijdens de ledenvergadering van 2024 (op voorstel van het bestuur onder leiding van Jonathan Koelewijn) het besluit tot naamswijziging genomen. De naam Christelijke Arbeiders Partij werd vervangen door CAP de Dorpspartij, om meer nadruk te leggen op het lokale karakter van de partij.

## Ereleden
De Christelijke Arbeiders Partij kent op dit moment acht ereleden: Aart Duyst, Henk Koelewijn, Wim Huijgen, Arie de Graaf, Wim de Jong, Rita van de Groep-Koelewijn, Dirk Koelewijn en Jaap Koelewijn.
Aart Duyst was raadslid in de periode dat de CAP samenwerkte met de ARP. Ook is hij jarenlang voorzitter van de CAP geweest. Wijlen Henk Koelewijn was raadslid in de periode 1986-2000. Wim Huijgen was 16 jaar lang wethouder namens de CAP. Wijlen Arie de Graaf was tijdens zijn leven bestuurslid en secretaris van de CAP. Wim de Jong was sinds begin jaren '90 actief als bestuurslid en oprichter van de jongeren afdeling. Van 2000 tot 2014 was hij o.a. fractievoorzitter en raadslid voor de CAP. Rita van de Groep werd in 1984 actief voor de CAP als bestuurslid,  was jarenlang gemeenteraadslid en de eerste vrouwelijke wethouder van de gemeente Bunschoten van 2009 tot 2014. Dirk Koelewijn was meer dan 10 jaar voorzitter van het bestuur en vernieuwde de statuten en begon de verjonging in bestuur en fractie. Jaap Koelewijn was 25 jaar penningmeester.